# Ein starkes Team: Geplatzte Träume
Geplatzte Träume ist ein deutscher Fernsehfilm von Florian Kern aus dem Jahr 2016. Es handelt sich um die 64. Folge der Krimiserie Ein starkes Team mit Maja Maranow und Florian Martens in den Hauptrollen. Für Kriminalhauptkommissarin Verena Berthold ist es der letzte Einsatz.

## Handlung
Der Bauunternehmer Jacobs wird leblos im Beton seiner Baustelle aufgefunden. Kriminalhauptkommissar Otto Garber ermittelt zusammen mit seiner Kollegin Verena Berthold. Ein Tatmotiv lässt sich bei nahezu allen, die Jacobs kannten, feststellen. Der Mann war so unbeliebt, dass sogar seine Ehefrau unter Mordverdacht gerät. Aufgrund eines bereits eröffneten Insolvenzverfahrens gegen die Baufirma Jacobs droht der begonnenen Eigenheimsiedlung ein Baustopp. Die geprellten zukünftigen Eigenheimbesitzer sind allesamt im höchsten Maße erbost. Mit zusätzlichen finanziellen Mitteln und viel eigener Handarbeit versuchen sie, ihr kleines Reich fertigzustellen. Das gelingt den meisten nur sehr mühsam und unter Aufbietung ihrer letzten Kräfte. Zwischenkredite müssen organisiert werden, was einen der Betroffenen sogar in die Hände eines Kredithais treibt.
Im Zuge der Ermittlungen trifft Verena auf ihre alte Schulfreundin Tanja Seifert. Auch sie und ihr Mann gehören zu den Eigenheimbesitzern, die nun allesamt im „Regen stehen“. Da Kai Seifert sogar bei Jacobs angestellt war, trifft sie die Situation besonders hart. Verena bekommt durch Tanja einen Eindruck, wie verzweifelt die Leute sind, die von Jacobs betrogen wurden. Tanjas krebskranke Mutter, Johanna Harbach, wohnt mit in dem halbfertigen Haus und bekommt die Misere genauso zu spüren. Da sie nichts mehr zu verlieren hatte, reifte in ihr der Entschluss, etwas gegen diese unerträgliche Situation zu unternehmen. Mit einem Elektroschocker betäubte sie Jacobs und erstach ihn dann mit einem Messer.
Mehmet Ataman, der Sohn eines Gerüstbauers, dem Jacobs, wie so vielen anderen auch, Geld schuldete, entdeckte den Mann tot auf der Baustelle. Das Bargeld, das er bei ihm fand, nahm er an sich und warf die Leiche in den halbfesten Beton, um seine Spuren zu verwischen.

## Hintergrund
Geplatzte Träume wurde in Berlin gedreht und am 9. Januar 2016 erstmals im ZDF ausgestrahlt. Es ist die letzte Folge der Filmreihe Ein starkes Team mit der Hauptdarstellerin Maja Maranow, die am 4. Januar 2016 und damit noch vor der Premiere verstarb. Entsprechend hatte die Folge für diese Serie eine ungewöhnlich hohe Einschaltquote.
Sputnik, dessen Rolle als Geschäftsmann in der Serie als ein Running Gag angelegt ist, hat in dieser Folge einen „Bauservice“ eröffnet, über den er Maschinen und Geräte an Kunden ausleiht. Sein Motto: „Der Heinzelmann, der alles kann.“

## Rezeption

### Einschaltquote
Bei der Erstausstrahlung am 9. Januar 2016 im ZDF erreichte der Film 8,18 Millionen Zuschauer und 24,8 Prozent des Gesamtmarktanteils.

### Kritiken
Tilmann P. Gangloff wertete auf tittelbach.tv: „‚Geplatzte Träume‘ verzichtet völlig auf die für ‚Ein starkes Team‘ so typischen komödiantischen Einlagen und erzählt statt dessen eine klassisch konventionelle Geschichte, in der es von Verdächtigen nur so wimmelt, denn das Mordopfer, ein Bauunternehmer, war allseits verhasst. Der Film ist solides Krimifernsehen mit vielen bekannten Gastdarstellern; leicht überdurchschnittlich innerhalb der Reihe, aber nichts, was im Gedächtnis bleibt.“
Die Frankfurter Neue Presse schrieb: „Es scheint, als hätten alle an dem Film Beteiligten gewusst, dass Maja Maranow nicht mehr lange zu leben hatte: Die Atmosphäre von Wut, Resignation und Aggression ist von der ersten Szene an […] zum Schneiden dicht und liegt wie ein Leichentuch auf dem Film. Auch die Musik vermittelt eine ungemein beklemmende Stimmung. Die Inszenierung tut ein Übriges: Die vorherrschenden Farben sind dunkel und wenn die Ermittler aus ihrem Dienstauto aussteigen, stehen sie im Morast.“

„Krimi-Hausmannskost mit guter Darstellerriege.“